# Laura Soler Azorín
Laura Soler Azorín (Alacant, 1980) és una política i filòloga valenciana, diputada a les Corts Valencianes a la X Legislatura.

## Biografia
Soler té una discapacitat des de ben jove, una paràlisi cerebral l'obliga a desplaçar-se amb cadira de rodes. És Doctora en Filologia Hispànica per la Universitat d’Alacant i ha treballat en diferents projectes d’accessibilitat (com a Campus Accessible Igualitari de la Universitat d’Alacant), i en projectes internacionals vinculats a la matèria. També ha exercit de docent i investigadora en la Facultat d’Educació en la mateixa universitat.
L'any 2007 accedeix a l'ajuntament d'Alacant pel PSPV i esdevé la primera regidora amb discapacitat a la institució. El 2019 aconsegueix l'acta de diputada a les Corts Valencianes des d'on impulsa la remodelació de l'hemicicle per tal d'adaptar-lo i fer-lo accessible.
Laura Soler a més ha escrit diversos llibres com el Manual de inclusión y diversidad en la empresa (2022) junt amb Jorge Ayala, director del Departament d'Inclusió i Accessibilitat de l'Institut Tecnològic de Monterrey (Mèxic). També dos llibres de converses amb els escriptors Ximo Caturla i Bernat Capó editats per la Universitat d'Alacant.